# Antonio Cotichini
Antonio Cotichini (* 28. Juli 1890 in Montegranaro, Emilia-Romagna; † 11. September 1947 ebendort) war ein italienischer Turner.

## Karriere
Antonio Cotichini nahm an den Olympischen Spielen 1908 in London teil. Er belegte mit dem italienischen Team im Mannschaftsmehrkampf den sechsten Platz.